# Subaru Rex
 (janvier 2018).
Le contenu est difficilement compréhensible vu les erreurs de traduction, qui sont peut-être dues à l'utilisation d'un logiciel de traduction automatique.
La Subaru Rex est un ancien modèle du constructeur automobile Subaru, successeur de la Subaru R-2 et prédécesseur de la Subaru Vivio. La Rex, également connu sous le nom Ace, Viki, Sherpa, 500/600/700, Mini Jumbo ou M60/M70/M80 selon les marchés d'exportation, appartient au Japon à la catégorie des keijidosha. Elle a été produite de 1972 à 1992 prioritairement pour le Japon, mais elle a également été diffusée en Europe, en Amérique du Sud et dans les Caraïbes. La Rex a remplacé le R-2 et s'est déclinée en versions particulières (4 places) ou en versions commerciales. La Rex a été restylisée en 1976, puis renouvelée à l'automne 1981, et à nouveau fin 1986. La deuxième génération Rex (1981 - 1986) a également constitué la base de la plus grande Subaru Justy.
Le nom de «Rex» vient du mot latin «roi». Dans certains marchés d'exportation, le Sambar a été commercialisé sous le nom « Combi Rex ».

## Première génération
- Aussi appelée Subaru 500/600
- Production : 06/1972 à 09/1981
- Prédécesseur : Subaru R-2
- Carrosseries : berline 2 ou 4-portes, 3-portes à hayon (Van / Wagon), 3 portes hatchback (Swingback)
- Architecture :	moteur arrière, propulsion
- Moteur : 356 cm3 EK34 deux temps I2, 358 cm3 EK21 I2, 490 cm3 EK22 I2, 544 cm3 EK23 I2
- Boîte de vitesses : manuelle quatre ou cinq rapports, option "Autoclutch" en 1980/1981
- Empattement : 1 920 mm
- Longueur : 2 995 mm (1972 - 1976), 3 185 mm - 3 190 mm (1976 - 1981)
- Largeur : 1 295 mm (1972 - 1976), 1 395 mm (1976 - 1981)
- Hauteur : 1 255 mm - 1 385 mm
- Poids à vide : 480 - 570 kg

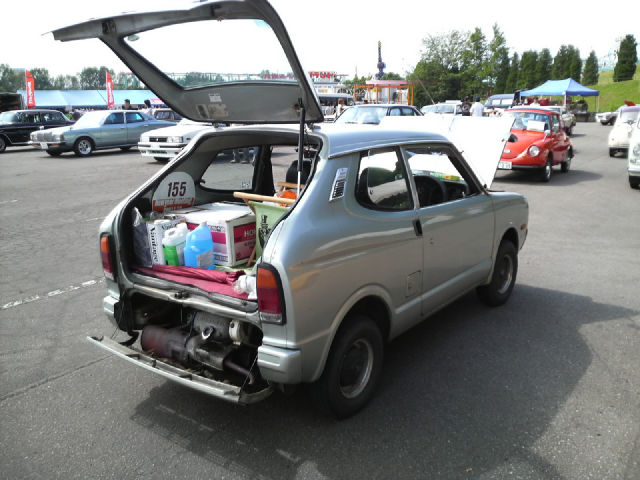
1975-1976 Subaru Rex Van 360, version haute couverte de positionnement sur les moteurs visible

La Rex (K21), lancée le 15 juillet 1972, est la remplaçante de la Subaru R-2, qui était elle-même la remplaçante de la Subaru 360. Comme la R-2 était en grande partie basée sur la 360, y compris à l'origine son moteur deux temps refroidi par air, elle a duré moins de trois ans. En revanche, la 360 a été produite pendant 11 ans et la Rex à moteur arrière a été produite pendant neuf ans.
La Rex représentait un tournant en design chez Subaru, s'éloignant radicalement de l'apparence de la 360, malgré une mécanique proche et une architecture similaire. La Rex a également retenu l'essieu oscillant arrière de la 360/R-2. L'apparence de la nouvelle Rex ressemblait à celle de la nouvelle plate-forme plus grande, la Subaru Leone. À l'origine, le Rex était équipé du même moteur à deux temps EK34 refroidi à l'eau de 356 cm3 que celui de la R-2, et était disponible uniquement en version berline deux portes. En février 1973, une berline quatre portes a été ajoutée, puis une trois portes "Van" a été ajouté en février 1974. Le Van est enregistrable comme un véhicule utilitaire, ce qui permet de réaliser des économies considérables de taxes. Le moteur EK34 était équipé d'un carburateur simple de 32 ch (24 kW) sur les Custom L, Super L et d'autres niveaux de finition vers le bas à la norme, ou d'un carburateur double de 37 ch (27 kW) pour la version sportive GSR. La TS (Touring Sport) a reçu une itération de 35 ch (26 kW). La GSR était aussi un peu plus basse que ses équivalents, en raison de l'installation de pneus radiaux.
En octobre 1973, le deux-temps a été remplacé par un 4 temps 358 cm3 monté à l'arrière, refroidi par eau, à deux cylindres, appelé le EK21. Ce moteur développe 31 ch (23 kW) à 8 000 tr/min et 29 N m de couple à 6 500 tr/min, et utilisait le système Subaru de contrôle des émissions d'échappement (SEEC). La voiture reçut également un redesign mineur (la différence la plus évidente étant un avant "frowny» plutôt que la grille "souriante" observée sur le modèle précédent) et un nouveau code châssis : K22. Des freins à disques à l'avant ont également été introduits en option en même temps. La Rex à quatre temps peut atteindre une vitesse de 110 km/h. La trois portes, deux places "Van" (K42) est arrivé en février de l'année suivante, et une version à boîte cinq vitesses (Custom5) a également été ajoutée. En septembre 1974, une version «Wagon» (K26) est apparue avec un lifting mineur constitué d'une nouvelle calandre et d'un pare-chocs ajusté pour permettre le montage de plaques d'immatriculation plus grandes. Ce modèle a reçu quatre sièges permanents, mais n'était plus enregistrable comme un véhicule commercial et avaient une charge max considérablement plus faible. Dans le même temps, une version "Super L" du Van a été ajoutée. Le Wagon avait un moteur accordé plus bas, avec 28 ch (21 kW) à 7 500 tr/min ; mais le couple a légèrement augmenté à 30 N m à 5 700 tr/min. Ceci est devenu la puissance de sortie du Rex standard pour l'année 1976 après l'ajout du système de contrôle des émissions SEEC-T (Subaru Exhaust Emission Control - Thermal and Thermodynamic) en décembre 1975. Le couple était en baisse à 28 N m à 6 000 tr/min. Les niveaux d'équipement ont également été remaniés, le type B remplaçant le type Standard et les types suivants étant A I, A I G, A II et enfin A II G. Les A II et A II G disposaient de freins à disque à l'avant, mais la boîte 5 vitesses n'était plus disponible.
En avril 1975, le Van reçoit un toit surélevé et passe à quatre places. Ceci a été rendu nécessaire par la réglementation des véhicules commerciaux japonais qui oblige le plancher à être complètement à plat lorsque la banquette arrière est rabattue. Le moteur de Rex étant monté à l'arrière, le plancher de chargement est assez élevé, ce qui signifie que plus d'espace était nécessaire pour installer un siège. Le Wagon a continué à être produit jusqu'à l'arrivée de la version SEEC-T en décembre, mais il a perdu la plupart de son marché avec la disponibilité d'un Van quatre places.

### L'ère de la550cm3

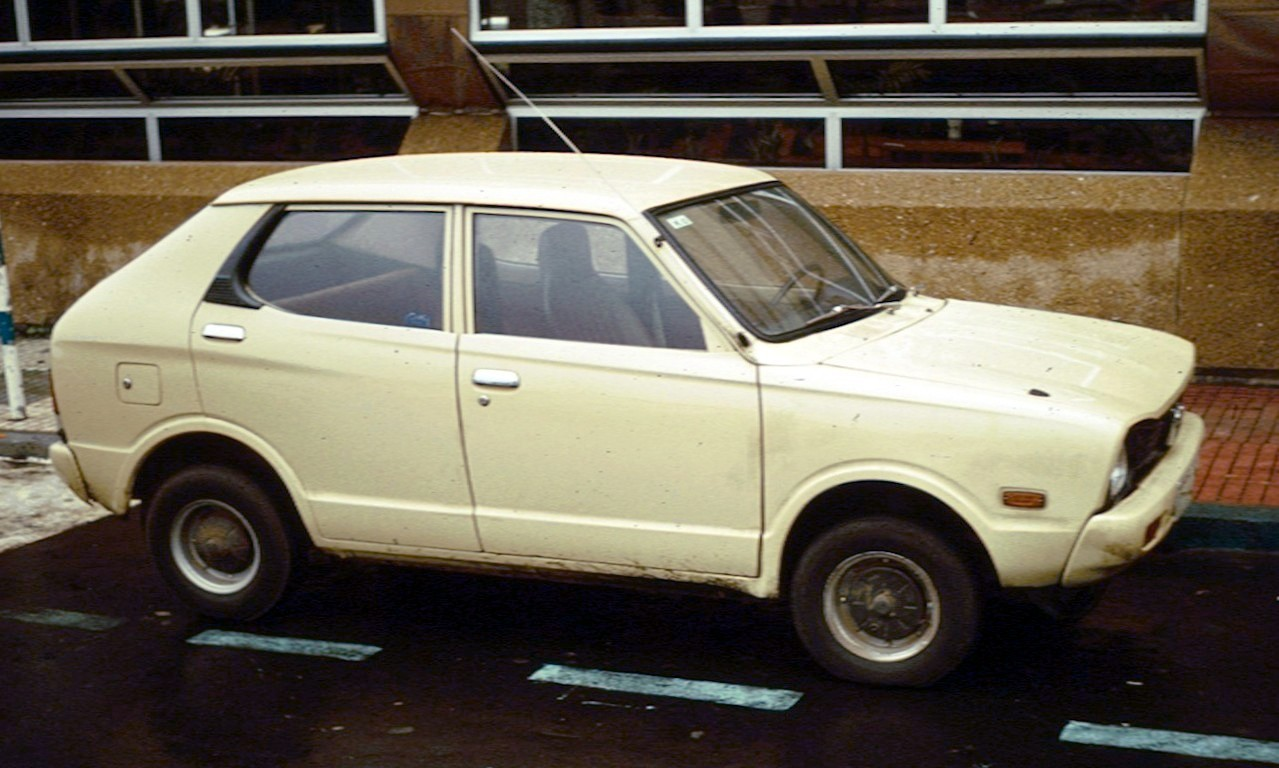
Subaru 500 ou 600, version d'exportation

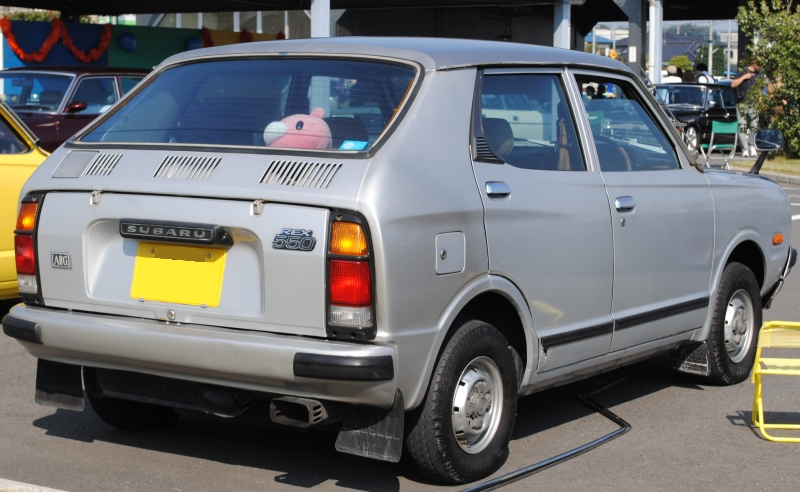
1979-1981 Subaru Rex 550 A II G

En réponse à de nouvelles réglementations pour les voitures Kei introduites pour 1976, Subaru a présenté la Rex 5 avec un plus gros moteur en mai de cette année. La carrosserie précédente a été conservée (bien qu'élargie de 10 cm et avec un capot allongé pour une longueur totale de 3,185 m) mais a reçu une version 490 cm3 du même moteur. Le moteur de la Rex 5 (K23, K43 dans la version Van) était encore de deux cylindres et à arbre à cames en tête, tout en conservant le système de contrôle des émissions SEEC-T. L'augmentation de la puissance a amené les dernières 360 à 31 ch (23 kW) à 6 500 tr/min, tandis que le couple a augmenté à 37 N m à 4 500 tr/min. La versionA I G a été abandonnée. La version Van reçu un moteur 28 ch (21 kW) à 6 000 tr/min avec le même couple, mais à 500 tr/min de moins. Les niveaux d'équipements du Van sont Standard et Super Deluxe. Cette version (appelée Subaru 500 dans l'exportation) fut de courte durée, remplacée par la plus grande Rex 550 exactement un an après.
La Rex 550, introduit en mai 1977, utilisant le SEEC-T refroidi à l'eau, avec un moteur à deux cylindres, quatre temps et 544 cm3 de série EK23. Le code châssis était K24, il est resté monté à l'arrière, couplé à une boîte manuelle à quatre rapports. La puissance maximale est restée 23 kW à un peu moins 6 200 tr/min et un couple de 41 N m à 3 500 tr/min. Une version Custom L du Van (K44) relativement bien équipée a été ajoutée. Comme d'habitude, le Van a reçu une version inférieure du moteur, avec 28 ch (21 kW) à 6 000 tr/min mais les mêmes chiffres de couple. La 550 a été appelée la Rex Subaru 600 dans la plupart des marchés d'exportation.
En mars 1978, la version Swingback a été ajoutée, une berline deux portes, dotée d'une lunette arrière plus grande et ouvrante. La grande fenêtre arrière a nécessité une ouverture légèrement plus faible pour le compartiment moteur, mais cela a été plus que compensé en permettant l'accès au compartiment à bagages arrière par l'extérieur. En mars 1979, la Rex a subi un lifting très mineur, les résultats les plus visibles étant de nouvelles jantes, un pare-chocs légèrement différent et un petit spoiler à l'avant. Puis, en réponse à la Suzuki Alto très bon marché, une version décontenancée de la fourgonnette appelée "Family Rex" a été ajoutée en octobre 1979. Son prix était très faible, 480 000 ¥ (2 000 $ US à l'époque). Une version à embrayage automatique a été ajoutée en mars 1980.

## Deuxième génération
- 1981-1985 Subaru Rex
- Aussi appelé : Subaru 600/700
- Subaru Mini Jumbo
- Subaru Sherpa[5]
- Yunque GHK 7060[5]
- Production : 1981-1986[5]
- Corpulence : 3/5-door hayon
- Disposition : Moteur avant, traction avant
- à moteur avant, quatre roues motrices
- Moteur : 544 cm3 EK23 I2
- 544 cm3 EK23-T turbo I2
- 665 cm3 EK42 I2
- Empattement	2255 mm[5]
- Liés	Subaru Justy

En août 1981, la deuxième génération de Subaru Rex est devenue une traction avant, avec toute nouvelle carrosserie et la suspension indépendante tout autour. À l'époque, il était dit que les seules parties de son prédécesseur moteur arrière sont restés à son "deux bielles et un cendrier". Puissance restée à 31 ch (23 kW), avec un carburateur double corps. Trois versions et hatchback à cinq portes étaient disponibles. En option sur demande 4RM sont devenues disponibles après octobre 1983, une première pour la classe. Le système 4RM a été engagé par l'électricité appuyant sur un switch intégré sur le dessus du levier de vitesse. Un turbo a été introduit sur le Rex 4RM en décembre 1983. Les Dinos Rex, un niveau de finition introduit en 1982, était uniquement disponible par le catalogue de vente par correspondance.
Sur les marchés européens, ce véhicule a été initialement commercialisé sous le nom Subaru Mini Jumbo 600 ou. En septembre 1982, il est devenu la Subaru 700, car il a reçu plus d'une version de 665 cm3 des deux cylindres, la production de 27 kW (une version 35 ch (26 kW) à l'aide de gaz plus faible indice d'octane est également disponible). Le moteur utilisait un carburateur à un seul corps. La vitesse de pointe est de 125 km/h, par rapport à 110 km/h pour le 23 kW version domestique. Ces voitures étaient 9 cm plus longues que leurs homologues nationaux, en raison de gros pare-chocs, et ont reçu des roues de 12 pouces (plutôt que les unités de dix pouces utilisés au Japon). La production a pris fin en septembre 1986, Subaru se préparait à introduire la modernisation de troisième génération Rex.
La carrosserie de la deuxième génération Rex a également été allongée et élargie pour devenir l'original Subaru Justy, avec un moteur plus gros d’un litre. La Justy est resté en production jusqu'en 1994, survivre à la prochaine génération Rex et tout en gardant l’étiquette Rex.

Deuxième génération Rex
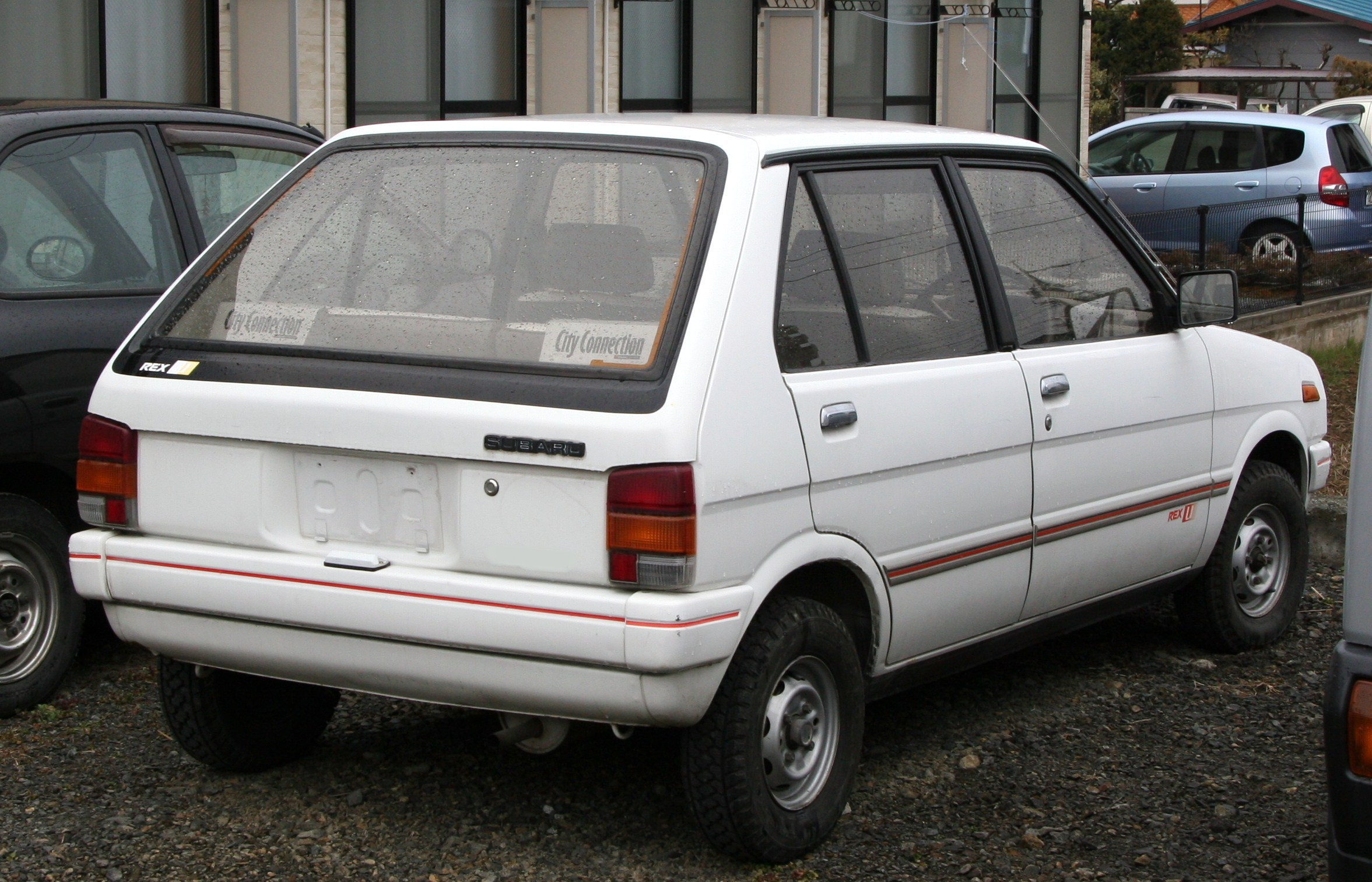
Fin Rex U berline, vue arrière
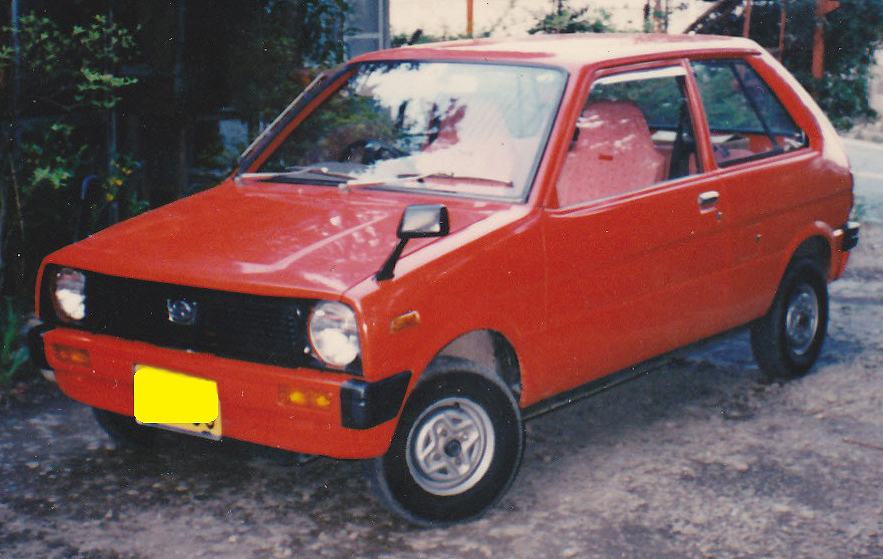
Rex Combi (version Van)

## Troisième génération
- Fabricant : Subaru
- Aussi appelée	Subaru Fiori
- Subaru M60/M70/M80
- Subaru Sherpa
- Subaru Viki
- Production : 1986.11 à 1992.03
- Successeur : Subaru Vivio
- Disposition : FF / AWD
- Moteur : 544 cm3 EK23 I2
- 544 cm3 EK23 suralimenté I2
- 547 cm3 EN05A I4
- 547 cm3 EN05Z suralimenté I4
- 658 cm3 EN07A / E I4
- 658 cm3 EN07Z suralimenté I4
- 665 cm3 EK42 I2 (exportation)
- 758 cm3 FR08 I4 (exportation)
- Empattement	2 295 mm
- Longueur : 3 195–3 295 mm

La troisième génération (KG / KN) a été présentée en novembre 1986 avec le Combi commercial spec Rex avec trois ou cinq portes. La version berline, destiné à un usage privé, a été ajouté un mois plus tard. En plus d'une SACT deux soupapes avec 22 kW, une version avec trois soupapes par cylindre (deux d'admission et un échappement) et 36 ch (26 kW) est également disponible. Il n'y avait aucune version turbo de la nouvelle Rex. Une transmission automatique à deux vitesses est également disponible, tout comme un système quatre roues motrices à temps partiel. "Twin visqueuses" à plein temps 4RM avec différentiel à glissement limité sur l'essieu arrière a été mis à disposition en février 1987. De ce point tous les disques à quatre roues a reçu le plus puissant à trois soupapes du moteur. Une transmission CVT a été ajoutée juin 1987, appelé ECVT.
Une version suralimentée avec un intercooler et injection électronique de carburant a été ajoutée à la liste des options Mars 1988 en tant que réponse à la réussite de l'Alto Works et Mira TR-XX. La sortie du moteur a été augmentée à 40 kW. Un compresseur signifiait moins de retard que pour un turbo, bien que la production spécifique ait tendance à être un peu plus bas que la concurrence. Ce fut disponible pour les 3 - et 5-portes versions. Mai 1988 a vu une capote en toile disponible déployable électriquement ajouté à la 3 portes.
Juin 1989 a vu un lifting et le remplacement du moteur de la série EK par le quatre cylindres EN05 "Trèfle 4" avec 38 ch (28 kW) à la disposition du moteur standard et 61 ch (45 kW) du moteur suralimenté. Ce fut la première Kei quatre cylindres depuis la Mazda Carol, et était unique à la classe. Ceci, le KH1 / 2 série Rex (KP1 / 2 pour le Combis commerciale Rex), est resté disponible en combinaison avec la transmission ECVT et quatre roues motrices versions, mais le deux vitesses automatique a été abandonné. En juillet, les versions d'exportation (M70 en Europe, en Australie Sherpa) ont reçu les mêmes changements et sont passés de la 665 cm3 27 kW à deux cylindres pour devenir le M80 en Europe et aux Fiori en Australie. Cette itération a été inhabituellement courte durée, comme en mars 1990, un autre restylage a suivi, avec une version 660 cm3 du moteur FR (EN07) et une longue, le nez plus arrondi en raison de la nouvelle réglementation des keijidosha. Ces différences externes ne figurent pas dans le marché australien jusqu'en août, et en Europe (Mini Jumbo, M80) au début de 1991. Ce qui devait être la dernière Rex, a reçu des châssis codes KH3 (berline FF), KH4 (berline 4 roues motrices), KP3 (FF commerciale), et KP4 (4WD commerciale). Cette  génération de Rex a été commercialisée sous le nom Viki dans certains marchés asiatiques du Sud-Est.

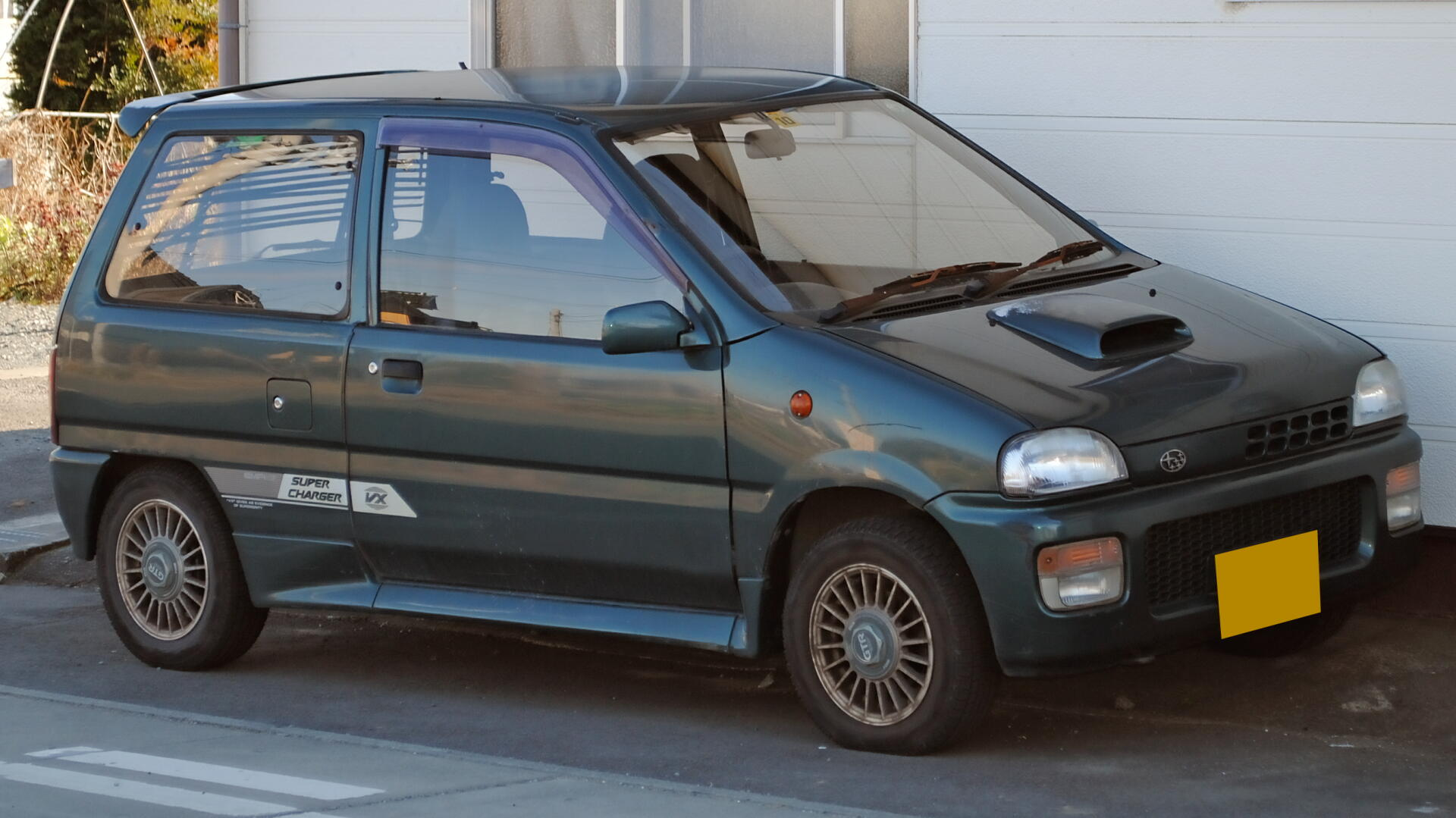
Deuxième lifting, troisième génération VX Rex Supercharger

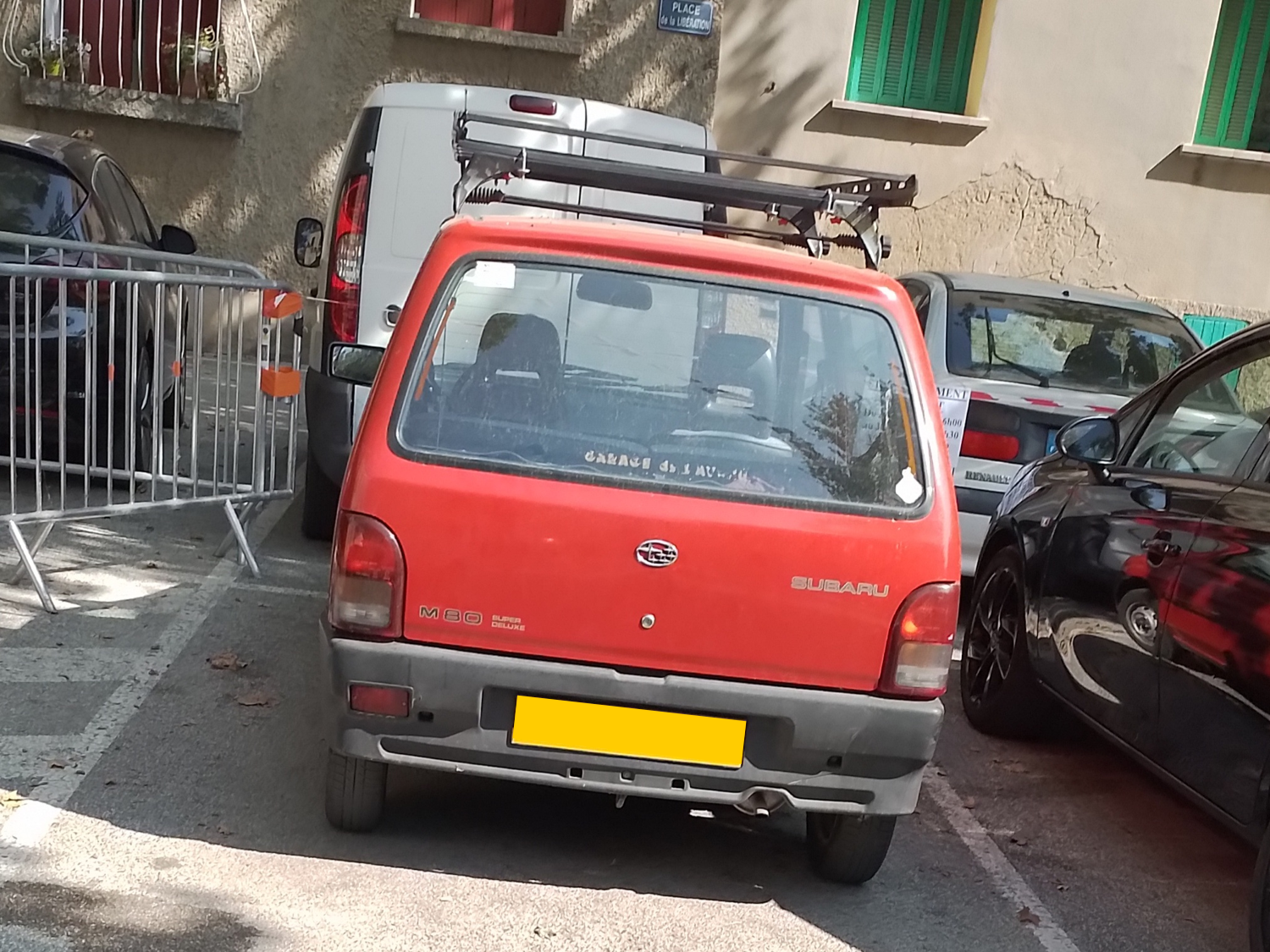
Subaru M80

Rex est aussi un surnom commun pour la haute performance Subaru Impreza WRX, notamment en Australie où le réel Rex a été initialement commercialisé sous le Sherpa, puis comme Fiori. Le dérivé Fiori (vendu en tant que tel à partir de l'été 1989) a également été équipé de rayures rose et bleu d'usine, et une deuxième année, 50 000 km Garantie a été offert à l'état neuf. Équipé d'un moteur différent, l'Fiori avait Subaru 758 cm3 à carburateur à quatre cylindres motorisation FR08. Ce moteur, produisant 42 ch (31 kW) à 6 000 tr/min, a également été utilisé dans les marchés européens qui ont reçu le Rex. En Europe, il a été rebadged M80 pour refléter la cylindrée du moteur. Le M80 est disponible en trois ou cinq portes, en DL et versions SDX, avec le SDX recevoir une norme manuelle à cinq vitesses. La vitesse de pointe est de 125 km/h pour les quatre vitesses, 130 km/h pour cinq vitesses.
La fin pour le Rex est venue en mars 1992, quand il a été remplacé par le Vivio. Un total de 1 902 811 Subaru Rex ont été construits dans sa vie. Récemment, le Rex est devenu quelque peu d'une voiture culte au Japon, être populaire dans les événements de dérive des roues avant motrices.

## Yunque

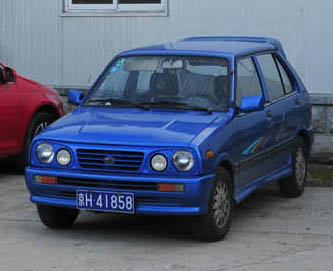
Yunque GHK 7071

Yunque chinois (Guizhou Aircraft Industry Corporation) a construit la deuxième génération de Subaru Rex sous licence en tant que GHK Yunque 7060 entre 1991 et 2005. Il y avait aussi GHK 7060A "Free Wind 'et GHK 7071A itérations «WOW», mettant en vedette bodykits intéressants.

## Carrosserie
La Subaru Rex est disponible en Hatchback de 3 portes et en Hatchback de 5 portes.

## Moteur
Le moteur de la Rex est un bicylindre en ligne (L2) de quatre temps refroidi par air forcé.
Il est monté à l'arrière du véhicule.
Liste des moteurs Subaru